# Kazimiera Iłłakowiczówna
Kazimiera »Iłła« Iłłakowiczówna, poljska pesnica in prevajalka, * 6. avgust 1888 ali 1892, Vilna, † 16. februar 1983, Poznanj. 

## Življenje
Rodila se je leta 1888 ali 1892 (leto ni jasno) v Vilni v današnji Litvi. Bila je nezakonska hči Klemensa Zana, sina Tomasza Zana, ki je bil dober prijatelj Adama Mickiewicza. Kmalu po rojstvu sta ji umrla oba starša, zato so zanjo skrbeli sorodniki, ki so ji omogočili solidno izobrazbo. Obiskovala je različne šole, med drugim je študirala v Oxfordu na kolidžu za tujke. Leta 1910 je naredila maturo v Sankt Peterburgu. 1914 je diplomirala na Jagelonski univerzi v Krakovu iz poljske in angleške filologije. Že med študijem je debitirala s pesmijo Jabłonie v časopisu Tygodnik Ilustrowany, nato pa s pesniško zbirko Ikarowe loty leta 1911. Med prvo svetovno vojno je služila kot bolničarka v ruski vojski. Po vojni se je leta 1918 preselila v Varšavo, kjer se je zaposlila na ministrstvu za zunanje zadeve. Med letoma 1926 in 1935 je bila zaposlena na vojaškem ministrstvu kot osebna tajnica Józefa Piłsudskega. Leta 1939 je bila, tako kot vse diplomatsko osebje, evakuirana v Romunijo, kjer je živela do leta 1947, največ v mestu Cluj v Transilvaniji. Delovala je kot učiteljica jezikov, naučila se je romunščine in madžarščine. Po tem se je preselila v Poznanj, kjer je živela do smrti leta 1983. 

## Delo
Pisala je predvsem poezijo, kasneje pa je izdala tudi nekaj proznih del. Bila je poliglotka, zato je veliko tudi prevajala. Pred drugo svetovno vojno je prevajala iz angleščine, nemščine in francoščine. Kasneje se je naučila romunsko in nato med bivanjem v Transilvaniji še madžarsko, kar je delala s pomočjo pesmi Sándorja Petőfija, ki jih je tudi prevajala. Iz ruščine je prevedla roman Ana Karenina. Prevajala je poezijo Emily Dickinson, Endra Adyja, Lajosa Áprilyja, Mihaija Eminesca in mnogih drugih. 
Za njeno poezijo so tipične povezava s tradicijo, neodvisnost od literarnih tokov, raznovrstnost in spevnost. V dvajsetletju med obema vojnama je bilo njeno delo najbolj podobno delom pesniške skupine Skamander. Njen stil prepoznamo po ritmu in melodičnosti, rimi in asonanci. 
Ustvarjala je osebno liriko (liryka osobista) (zbirke Śmierć Feniksa, Popiół i perły, Słowik litewski, Szeptem), v kateri se pojavljajo motivi hrepenenja po preteklosti, neizpolnjenosti, razočaranja nad naravo in tudi odmev človeških prepričanj. V njenem ustvarjanju lahko najdemo oblike, povezane z obliko »wierz sztambuchowy« iz 19. stoletja (cikel Obrazy imion wróżebne, kasneje ponovno izdan pod naslovom Portrety imion), balade, kolednice, pesmi, v katerih črpa iz folklore, pesmi za otroke (Rymy dziecięce), pesmi z biblijskimi motivi, religiozne in zgodovinske pesmi (Opowieść o moskiewskim męczeństwie. Złoty wianek). 
Svoja zgodnja leta je opisala v dveh proznih delih: v zbirki esejev Z rozbitego fotoplastikonu (1957), kjer se približuje poeziji v prozi, in v zbirki spominov Trazymeński zając (1968). Spomine na Józefa Piłsudskega je zbrala v zbirki Ścieżka obok drogi (1939) in v dveh pesniških zbirkah, Słowik litewski. Poezja (1936) in Wiersze o Marszałku Piłsudskim. 1912–1935 (1936). V svojih zbirkah spominov razkriva tudi umetnikovo namero zabeležiti to, kar je minljivo.

## Nagrade
Prejela je mnogo nagrad in odlikovanj, med pomembnejšimi so:
- Poljska državna nagrada za književnost (Państwowa nagroda literacka), 1935;
- Zlata lovorika Poljske akademije književnosti (Złoty Wawrzyn PAL), 1935;
- Nagrada poljskega združenja PEN (Nagroda polskiego Pen Clubu), 1954;
- Državno odlikovanje 1. stopnje (Nagroda państwowa I. stopnia), 1976.